# Thập niên 920 TCN
Thập niên 920 TCN hay thập kỷ 920 TCN chỉ đến những năm từ 920 TCN đến 929 TCN.

## Sự kiện
928 TCN —Sau cái chết của Vua Solomon , con trai ông là Rehoboam không thể giữ các bộ lạc của Israel lại với nhau, và phần phía bắc ly khai để trở thành vương quốc của Israel , khiến Jeroboam trở thành vua của Israel. Rehoboam được để lại để cai trị vương quốc Judah .
925 TCN - Cuộc chinh phục quân sự của Canaan bởi Shoshenq I.
922 TCN - Osorkon I kế vị cha mình là Shoshenq I làm vua Ai Cập .
922 TCN - Phorbas , Archon của Athens , chết sau 30 năm trị vì và được kế vị bởi con trai của ông là Megacles .
Năm 920 trước Công nguyên — Một quá cảnh của Sao Kim xảy ra.

## Mất
~921 TCN: Tống Đinh công
920 TCN: Lỗ Ngụy công